# Jérémy Cadot
Jérémy Cadot (* 7. November 1986 in Lens) ist ein französischer Florettfechter.

## Erfolge
Jérémy Cadot wurde mit der Mannschaft 2015 in Montreux und 2017 in Tiflis Europameister. 2017 sicherte er sich mit Bronze zudem seine einzige internationale Einzelmedaille. Hinzu kommen zwei Bronzemedaillen im Mannschaftswettbewerb von den Weltmeisterschaften 2013 in Budapest und 2017 in Leipzig. Bei den Olympischen Spielen 2016 in Rio de Janeiro belegte er im Einzel den 18. Rang, während er in der Mannschaftskonkurrenz das Finale gegen Russland erreichte. Die russische Equipe setzte sich in diesem mit 45:41 gegen Frankreich durch, sodass Cadot gemeinsam mit Enzo Lefort, Jean-Paul Tony Helissey und Erwann Le Péchoux die Silbermedaille erhielt. Nach dem Olympiasilber erhielt er im Dezember 2016 das Ritterkreuz des Ordre national du Mérite.